# منطقه الحفه
منطقه الحفه (به عربی: منطقه الحفة) یک منطقه در سوریه است که در استان لاذقیه واقع شده‌است.

## خصوصیات
منطقه الحفه ۵۶۹٫۸۱ کیلومترمربع مساحت و ۸۱٬۲۱۳ نفر جمعیت دارد.